# Nogales International Airport (flygplats i Mexiko)
Nogales International Airport är en flygplats i Mexiko.   Den ligger i kommunen Nogales och delstaten Sonora, i den nordvästra delen av landet, 1 800 km nordväst om huvudstaden Mexico City. Nogales International Airport ligger 1 252 meter över havet.
Terrängen runt Nogales International Airport är varierad. Runt Nogales International Airport är det ganska tätbefolkat, med 134 invånare per kvadratkilometer. Närmaste större samhälle är Nogales, 9,6 km norr om Nogales International Airport. Omgivningarna runt Nogales International Airport är i huvudsak ett öppet busklandskap.